# Epipló major
L'epipló major (o, rarament, com a epipló gastrocòlic o epíploon major o oment major) és un gran plec de peritoneu visceral en forma de davantal que penja de l'estómac. És el major dels epiplons. S'estén des de la curvatura més gran de l'estómac, passa per davant del còlon transvers i després, la major part, penja davant de l'intestí prim, situant-se en la part posterior de la paret abdominal. L'epipló major és més gran que l'epipló menor, que penja des del fetge fins a la curvatura menor. El terme anatòmic comú "epiploic" deriva d'"epíploon", del grec epipleein, que significa flotar o navegar, ja que l'epipló major sembla flotar sobre la superfície dels intestins. És la primera estructura observada quan s'obre la cavitat abdominal per davant.